# 内巻敦子
内巻 敦子（うちまき あつこ）は日本の女性イラストレーター。東京都在住。主にサッカー関連のイラストを描くことで知られる。

## 略歴
広告制作会社の正社員であったが、退職してイラストレーターを本業とする。
2006年よりJ SPORTSのサッカー情報番組Foot!のイラストを担当する。本人曰く「最初はイラスト投稿みたいな感じでゆるく始まりました」とのことであるが、2014年現在では毎週番組内で内巻のイラストを紹介し感想を述べるコーナーが設けられ、またJ SPORTS公式サイト内にイラストギャラリーが設置され、オンラインショップにおいてFoot!とコラボレーションしたTシャツなどのグッズ販売も行われるなど、番組との関わりは深いものとなっている。
Foot!以外では、2012年よりスルガ銀行によるWebサッカーマガジン「I DREAM」内において、イラストコラム「こんなとこにもフットボール」を連載。サッカー雑誌「footballista」やサッカー解説本でのイラスト掲載のほか、西村淳のエッセイの挿絵など。
サッカー選手アルシャビンのファンであり、アルシャビンの本を出すことが夢であると語っている。
内巻のサッカー関連のイラストについては「プレーに限らない、人間味溢れる選手の行動や表情を巧みに掬いとったイラスト」と評されている。

## 作品
- 『ことの次第』 著：倉敷保雄 イラスト：内巻敦子（2012年4月）ソル・メディア ISBN 978-4905349099
- 『サッカー日本代表の戦術が、誰でも簡単に分かるようになる本』 著：西部謙司、北健一郎 （2012年7月） マイナビ ISBN 978-4839943301[2]